# Santa Maria in Campitelli
Santa Maria in Campitelli, även Santa Maria in Portico in Campitelli, är en barockkyrka i centrala Rom. Kyrkan är belägen i Rione Sant'Angelo och tillhör församlingen Santa Maria in Campitelli.

## Historia
År 1217 konsekrerade påve Honorius III en liten kyrka i det område som då benämndes ”contrada Campitelli”. Ordet Campitelli är en etymologisk förvrängning av Capitolium, den av Roms kullar, vilken är belägen i närheten.
Den medeltida kyrkan överlämnades 1618 åt en prästorden som beslutade att låta uppföra en ny kyrkobyggnad. Den första stenen lades den 10 maj 1619. Den nya kyrkan invigdes 1648, men fasaden, ritad av Carlo Rainaldi, fullbordades inte förrän 1667.
Kyrkan har en komplicerad grundplan; den är en blandning av en långhuskyrka och centralkyrka. Kyrkorummet är en stor sal, indelad av höga korintiska kolonner och avdelad i två rumsenheter, komplext förenade av sidokapell.

## Cappella Albertoni Altieri
Det första sidokapellet på vänster hand är invigt åt den helige Josef och den saliga Ludovica Albertoni och är ätten Altieris familjekapell. Altaret pryds av Lorenzo Ottonis marmorrelief Den heliga Familjen uppenbarar sig för den saliga Ludovica Albertoni, fullbordad omkring år 1705. Kapellets vänstra sidovägg har Angelo Altieris gravmonument av Giuseppe Mazzuoli med byst av Michel Maille. Motstående vägg upptas av hustrun Vittoria Parabiacchi Altieris gravmonument av Michel Maille, fullbordat av Antonio Lavaggi. På makarnas monument står det NIHIL ("ingenting") respektive VMBRA ("skugga"). Bägge monumenten är utförda i carraramarmor, röd jaspis, gul marmor samt porfyr.

## Bilder
| - Kyrkans grundplan. - Den heliga Familjen uppenbarar sig för den saliga Ludovica Albertoni av Lorenzo Ottoni. - Angelo Altieris gravmonument. - Vittoria Parabiacchi Altieris gravmonument. |